# Фенгодиды
Фенгодиды (лат. Phengodidae) — семейство насекомых отряда жесткокрылых.

## Описание
Жуки маленьких и средних размеров от 2 до 60 мм. Усики 12-сегментные. Самки и личинки имеют люминесцентные органы.

## Распространение
Распространены на территории Нового Света; от Канады до Чили.

## Систематика
Rhagophthalmidae — семейство, распространённое в Старом Свете, может входить в состав фенгодид в качестве подсемейства Rhagophthalminae. Кроме того выделяют 2 подсемейства:
- Phengodinae
- Mastinocerinae